# Sericoplaga
Sericoplaga är ett släkte av fjärilar. Sericoplaga ingår i familjen Crambidae.
Kladogram enligt Catalogue of Life:
| Sericoplaga | \| \| Sericoplaga externalis \| \| \| \| \| \| Sericoplaga maclurae \| \| \| \| |
|             | \| \| Sericoplaga externalis \| \| \| \| \| \| Sericoplaga maclurae \| \| \| \| |
|             | Sericoplaga externalis                                                          |
|             |                                                                                 |
|             | Sericoplaga maclurae                                                            |
|             |                                                                                 |